# T'amerò sempre (pel·lícula de 1933)
T'amerò sempre és una pel·lícula de 1933, dirigida pel director Mario Camerini.

## Argument
Després d'haver tingut una nena del comte Diego i després abandonada per ell, Adriana troba feina en una gran perruqueria, aconseguint així portar una vida digna amb la seva filla. En Mario, el comptable de la botiga, s'enamora d'ella, però el rebutja, avergonyida de la seva condició. Un dia Diego torna amb Adriana, li diu que es casarà i li proposa que torni a ser la seva amant. En Mario, escoltant per casualitat la conversa entre els dos, ataca a Diego tirant-lo a terra; immediatament després tant ell com l'Adriana són acomiadats i a la tornada la noia accepta la proposta de matrimoni del seu enamorat.

## Repartiment
- Elsa De Giorgi: Adriana Rosé
- Nino Besozzi: Mario Fabbrini
- Mino Doro: Diego Varchi
- Roberto Pizani: Oscar, el perruquer
- Pina Renzi: senyora Clerici, tia de Diego
- Nora Dani: Clelia, germana de Mario
- Loris Gizzi: Meregalli
- Giacomo Moschini: inquilí del piano de sota
- Maria Persico: Gaby
- Claudio Ermelli: empleat de Meregalli
- Pinca Nova: mare di Mario
- Marina Doge: client del negoci
- Zita Soares: senyora Krauss
- Cecyl Tryan: senyiora del gran mon
- Giancarlo Cappelli

## Producció
La pel·lícula es va fer a les fàbriques romanes de Società Italiana Cines.

## Distribució
La pel·lícula es va estrenar als cinemes italians a partir del 30 d'abril de 1933.

## Obres relacionades
Deu anys més tard, el mateix Camerini rodarà un remake del film amb el mateix títol, amb Alida Valli, Gino Cervi i Antonio Centa en els papers que realitzaren De Giorgi, di Besozzi i di Doro.
Loris Gizzi intèrpret del paper de Meregalli, va tornar a assumir el seu paper també en el remake.